# Discours inaugural de Ronald Reagan
 (avril 2013).
Si vous disposez d'ouvrages ou d'articles de référence ou si vous connaissez des sites web de qualité traitant du thème abordé ici, merci de compléter l'article en donnant les références utiles à sa vérifiabilité et en les liant à la section « Notes et références ».

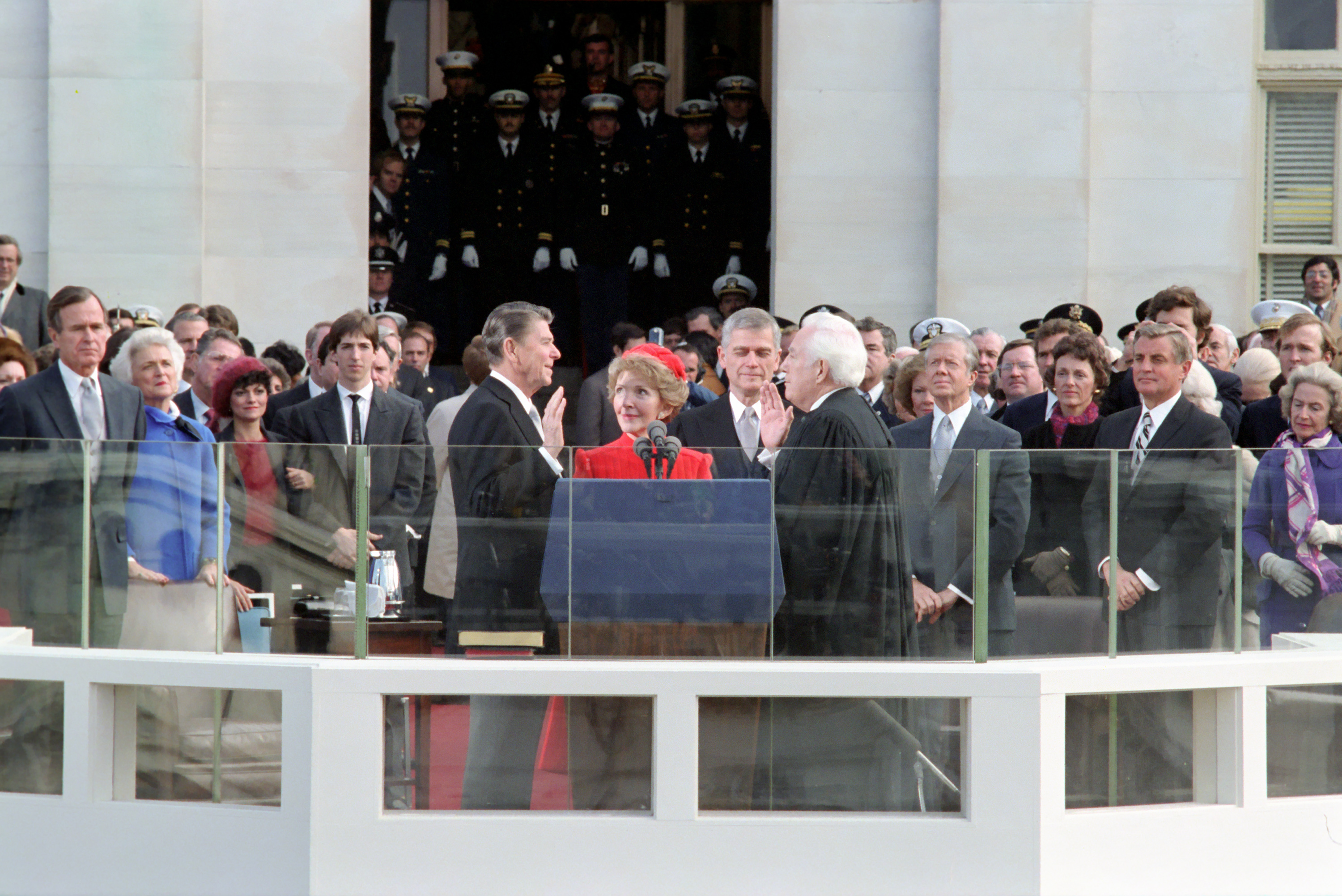
Le président Ronald Reagan le jour de son investiture.

Le premier discours d’investiture de Ronald Reagan en tant que président des États-Unis d’Amérique est le discours d’investiture que prononce Ronald Reagan en tant que président des États-Unis lors de l'Inauguration Day, le 20 janvier 1981. Cette intervention qui se concentre sur l’aspect économique de la crise américaine exprime sa volonté de maîtriser l’action du gouvernement fédéral avant de souligner la capacité des Américains à croire en eux-mêmes.

## Contexte
Le 20 janvier 1981, il pleut sur Washington, tout comme il avait plu le 5 novembre 1980 au lendemain de l’élection triomphale, malgré l’abstention, du candidat républicain Ronald Reagan à la présidence des États-Unis.
Depuis quelques mois, le pays va mal. L’inflation atteint 13,5 %, le nombre de chômeurs dépasse les 6 millions, le budget semble en permanent déficit et les prix du pétrole ont plus que quadruplé. Sur la scène internationale, le pays s’est montré incapable d’empêcher l’invasion de l’Afghanistan par l’armée soviétique. Sanction symbolique au président sortant, Jimmy Carter, la libération des otages de l’ambassade de Téhéran n’a par ailleurs lieu que le jour même de l’investiture de son opposant politique.

## Contenu
Dans son adresse inaugurale, l’ancien gouverneur de Californie autrefois démocrate choisit de ne se concentrer que sur l’aspect économique de la crise américaine en voilant ses dispositions désormais particulièrement conservatrices en matière sociale et ses velléités diplomatiques depuis toujours puissamment anticommunistes.

### La dénonciation socio-économique d’un gouvernement hégémonique

#### Le constat de la responsabilité du gouvernement dans la crise économique

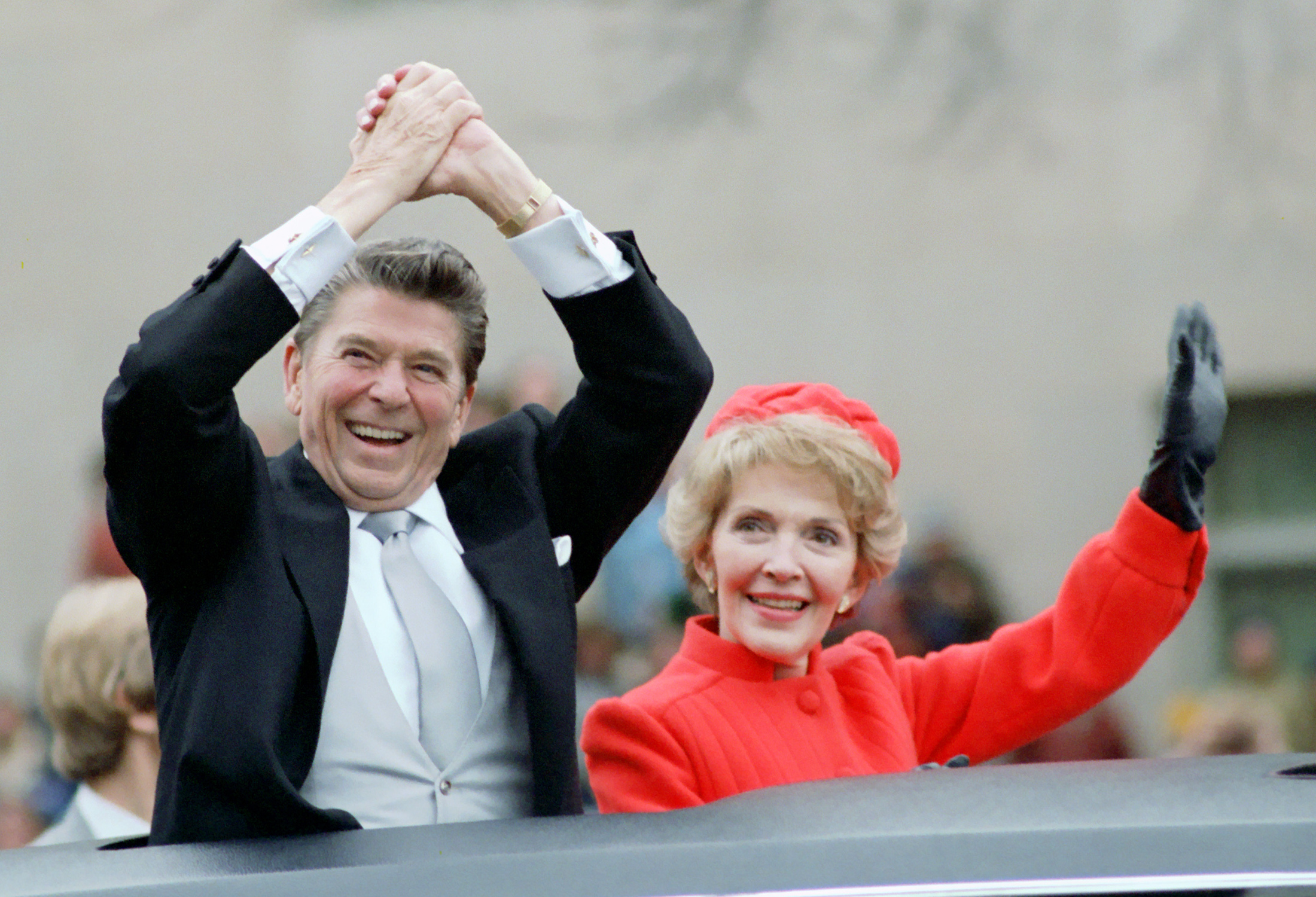
Ronald et Nancy Reagan le 20 janvier 1981

Les premiers paragraphes du texte prononcés sont empreints d’un certain catastrophisme. Ils brossent le portrait d’une économie hyperinflationniste où la dépréciation de la monnaie est telle que les ménages ne peuvent rationnellement choisir d’épargner et sont donc contraints à se livrer à une dangereuse gestion à court terme de leurs revenus. Est évoqué par ailleurs un chômage fort. Reagan décrit donc une situation d’autant plus difficile à dépasser que toute une tradition de la théorie économique a présenté inflation et chômage comme deux phénomènes nécessairement inversement proportionnels à la suite de Philips.
Selon Reagan, ce n’est cependant pas tant une telle conjoncture dégradée, puisque marquée par le double choc pétrolier et la féroce concurrence commerciale japonaise, qu’une gestion consécutive inefficace du gouvernement fédéral qui explique la crise. En voulant pallier un prétendu manque d’initiative de la société civile, celui-ci a en effet augmenté de manière critique les dépenses publiques, ce qui a rendu nécessaire une augmentation de la ponction fiscale, d’autant plus dommageable pour l’économie nationale qu’elle pénalise des populations déjà appauvries et qu’elle est malgré tout insuffisante pour assurer un équilibre budgétaire. Il y a donc endettement. Or, Reagan contemple avec sympathie la proposition de Thomas Jefferson selon laquelle les dettes publiques accumulées doivent systématiquement être réduites tous les vingt ans puisque aucune génération n’a le droit d’engager la responsabilité de sa succession.

#### La proposition consécutive d’une maîtrise de l’administration
Plus proche des idéaux du vieux parti républicain que connaissait Thomas Jefferson, anti-fédéraliste, que de ceux du nouveau parti républicain qu’a connu Abraham Lincoln, attaché à l’intervention de l’État dans l’économie, le programme de Ronald Reagan est en conséquence assez simple, il s’agit d’amputer de façon draconienne les dépenses publiques ne correspondant pas à l’exercice des missions régaliennes confiées par la Constitution des États-Unis d’Amérique au gouvernement fédéral. Autrement dit, il s’agit de réduire toutes les dépenses à l’exception de celles de l’armée, qui se voit attribuer un budget énorme en vertu de la lutte programmée par le nouveau Président contre ce qu’il appelle « l’Empire du Mal », l’Union soviétique. 
Notamment, il propose de geler l’embauche des fonctionnaires ou de poursuivre plus avant la politique de déréglementation engagée sous l’administration de Jimmy Carter, qui avait libéré le transport aérien et ferroviaire, cette logique de dérégulation devant d’ailleurs être poussée à un point tel qu’elle encouragera la constitution de monopoles en dépit de la tradition anti-trust, avec pour justification la nécessaire résistance à l’ambition des firmes étrangères. Une fois la diminution des dépenses effective, l’économie pourra être relancée par une réduction de la fiscalité fort logique, l’administration ayant désormais un besoin de financement moindre. Dans les faits, cette maîtrise de la pression fiscale est pourtant contradictoire avec la politique militaire dépensière que Reagan envisage. Encore candidat à l’investiture républicaine en 1980, George Bush soulignait dès cette date une telle contradiction en surnommant le programme de son adversaire d’alors « économie vaudoue ».
En fait de vaudou, il s’agit d’un nouveau libéralisme monétariste inspiré par ce que l’on appelle la « théorie de l'offre », qui ont pour chefs de file respectifs le prix Nobel Milton Friedman et Arthur Laffer, et qui n’a alors jamais été mis à l’épreuve dans un pays industriel. Ce « néolibéralisme » reprend la loi des débouchés de Jean-Baptiste Say pour tenter de montrer que puisque l’offre crée la demande et donc la croissance, soutenir la demande, c’est favoriser une récession. De fait, toute politique interventionniste du type de celle menée par Franklin Delano Roosevelt ou par Lyndon Baines Johnson serait une mauvaise politique. La preuve faite par Laffer que « trop d’impôt tue l’impôt », du fait de la fraude fiscale mais surtout de la fuite devant le travail, confirmerait que pour être moderne, l’État doit rester modeste.

## Mise en scène

### La symbolisation dramatique de l’intervention présidentielle
Reagan a obtenu aux élections 51 % des suffrages exprimés, alors que le président sortant Jimmy Carter et le candidat indépendant John Anderson n’en recueillent respectivement que 41 et 7 %, soit moins ensemble que le républicain seul. Le nouvel occupant de la Maison-Blanche jouit par ailleurs d’une toute nouvelle majorité au Sénat et peut compter sur des démocrates dissidents surnommés « les anthonomes » pour former à la Chambre des représentants une coalition conservatrice. Malgré cette victoire historique, il semble que Reagan ne soit pas pleinement satisfait et tente dans son discours de conforter sa légitimité de nouvel élu du peuple. Pour ce faire, il se met en scène comme l’acteur qu’il était autrefois.
Le jour même où il est investi et prononce donc le discours, son épouse est vêtue d’un rouge écarlate qui est censé rappeler le drapeau américain conjointement avec la femme du vice-président Barbara Bush qui de son côté a choisi le bleu. Ensuite et surtout, Ronald Reagan a décidé de prêter serment non pas, comme ses prédécesseurs, devant la façade du Capitole, qui tourne le dos à la ville, mais de l’autre côté du bâtiment, qui bénéficie d’une perspective plus grandiose et télégénique. Là se trouvent les monuments dédiés aux pères fondateurs de la nation américaine. La cérémonie, orchestrée comme un spectacle, démontre le souci de se faire comprendre et de plaire. Reagan répète plusieurs fois qu’il ne veut pas qu’il y ait de malentendu, abuse de bons mots et emploie de frappantes formules en chiasme pour s’épargner une argumentation fastidieuse. Reagan est ce « Grand Communicateur » qui cherche à appuyer sa popularité en appelant au mythe populaire. La veille, Frank Sinatra a animé la soirée de gala.

### Le recours aux mythes politiques en vue d’un resserrement du lien national
Désormais dotée d’une puissance symbolique, l’intervention présidentielle s’achève sur des considérations sur la nation américaine que la crise économique rend selon lui héroïque. Le président évoque le sacrifice armé de jeunes soldats ayant participé aux batailles en France durant la Grande Guerre, aux conflits maritimes du Pacifique Sud-Ouest pendant la Seconde Guerre mondiale ou encore à la guerre du Viêt Nam. Il s’agit là de reprendre de façon détournée l’appel lancé autrefois par le président Kennedy, auquel il s’est comparé plusieurs fois pendant la campagne, du moins en ce qui concerne la politique internationale, appel qui correspond parfaitement à l’idée d’un réveil de la sphère privée avancée plus haut : « Ne vous demandez pas ce que le gouvernement peut faire pour vous, demandez-vous ce que vous pouvez faire pour le gouvernement ». L’idée du nécessaire sacrifice du peuple américain à la défense de la liberté qui est ici sous-jacente est rendue supportable par ailleurs par celle qui affirme que ce peuple est un peuple élu de Dieu et qu’il a de fait une « destinée manifeste », idée énoncée notamment à l’avant-dernière phrase, qui présente l’Américain comme un individu capable de tout réaliser s’il a l’ambition nécessaire.
Cette idéalisation du sacrifice renvoie finalement à l’idée de l’existence d’un bouc émissaire servant par ailleurs au resserrement du lien national, lien national qui s’est rompu avec la crise et qu’il faut restaurer. Ainsi, Reagan se pose comme le défenseur d’un certain patriotisme, et c’est pourquoi il emploie systématiquement la deuxième personne du pluriel dans son adresse : en plus de faire écho à la Constitution avec « Nous, le peuple », il construit par le langage la solidarité qu’il entend mettre en place entre les petites gens. Laquelle solidarité n’est pas fondée sur la sécurité sociale ou l’entraide directe mais sur la résistance commune face aux prétentions de l’État fédéral et sur la jouissance partagée d’une liberté individuelle s’affirmant contre la bureaucratie administrative. Elle doit atteindre un certain nombre de catégories professionnelles longtemps oubliées de leurs compatriotes que le président évoque et qu’il entend défendre en se proposant lui-même comme preuve de leur capacité. Avant de réussir dans la politique, il est né de parents commerçants dans l’Illinois, a été maître-nageur sauveteur, reporter sportif à la radio, président de la guilde des acteurs de Hollywood, conférencier à la General Electric, etc.

## Bilan
Celui que l’on a appelé « Reagan le Magnifique » a promis que les États-Unis serait « de retour ». Il use de sa popularité, bientôt accrue par la tentative d'assassinat dont il est victime le 30 mars, pour lui imposer l’idée que c’est lui-même en tant que peuple uni et élu de Dieu qui autorisera ce retour s’il se met au travail et retrouve sa foi tranquille. Reagan veut « arracher le pays au blues qui le hantait » et le faire agir dans la confiance retrouvée. Ce discours tente aussi de faire passer un message traditionnellement envoyé par tout nouvel élu à ses électeurs et aux autres votants : « Je serai l’élu de tous ».

## Conséquences et effets de ce discours
Il aura pour conséquences de relancer le prestige de l'Amérique en la regalvanisant sur le plan extérieur en poussant l'armée d'abord avec l'Initiative de défense stratégique le 23 mars 1983 provoquant la Chute du mur de Berlin en 1989 mais de façon plus controversé en favorisant les Contras au Nicaragua contre le gouvernement de la Révolution sandiniste au pouvoir depuis le 19 juillet 1979 et soutenant également un changement de Régime pour la Grenade (pays) après l'arrivée également au pouvoir le 9 mars de cette même année 1979 du New Jewel Movement appelé Gouvernement révolutionnaire populaire de la Grenade incarné par Maurice Bishop puis Bernard Coard, favorisant l'Invasion de la Grenade favorisant un retour à une situation antérieure avec un gouvernement démocratique anti-communiste le 15 novembre 1983 ayant à sa tête Nicholas Brathwaite puis sur le plan intérieur dans la Protection sociale aux États-Unis en réduisant une cinquantaines de programmes sociaux ainsi que les Reaganomics favorisant les entreprises et la croissance mais faisant augmenter les inégalités sociales entre les américains, la croissance économique continuant néanmoins plusieurs années jusqu'au Krach d'octobre 1987, symbolisant la fin des illusions Reaganiennes de croissance quasi-illimitée et le président Reagan, malgré le scandale de l'Affaire Iran-Contra, gardant toujours néanmoins une certaine popularité jusqu'à son départ de la Maison-Blanche en 1988.

## Films symbolisant cette époque
- Wargames (film)
- Un fauteuil pour deux
- Tendres Années (film, 1984)

## Ouvrages sur le sujet
- Lionel Salem, Le Krash de 1987 : La bourse, FénXX, 2016.
- Pierre Mélandri, Une incertaine alliance : Les États-Unis et l’Europe (1973-1983), éditions La Sorbonne, 2020.